# Catàleg d'autoritats de noms i títols de Catalunya
El Catàleg d'autoritats de noms i títols de Catalunya, més conegut per l'acrònim CANTIC, és un catàleg d'autoritats cooperatiu i en línia. El seu objectiu és normalitzar els punts d'accés als catàlegs bibliogràfics. Això ha de millorar la comunicació entre els diferents catàlegs i sobretot afavorir la cerca i la recuperació de la informació. Per l'estandardització de noms, noms-títols i títols (anomenats «punts d'accés») dona consistència als catàlegs del sistema bibliotecari. Facilita un intercanvi més àgil i eficaç entre registres bibliogràfics i, en definitiva, fa possible que els usuaris duguin a terme cerques assistides, precises i exhaustives. Les dades són integrades en el catàleg virtual internacional d'autoritats Virtual International Authority File (VIAF).
És un servei nacional que la Biblioteca de Catalunya coordina en el marc del Catàleg col·lectiu de les universitats de Catalunya (CCUC) que dona un tracte especial a les autoritats de nom i títol vinculats a la cultura catalana que reben un treball d'autoritat complet. Proporcionen, en molts casos, accés a la informació de l'Enciclopèdia Catalana.
Ha de contribuir a la creació d'un futur Catàleg únic de Catalunya (CUC), concebut el 2004 en el marc de l'Acord de Govern per a la millora i modernització del sistema bibliotecari de Catalunya.

## Història i evolució

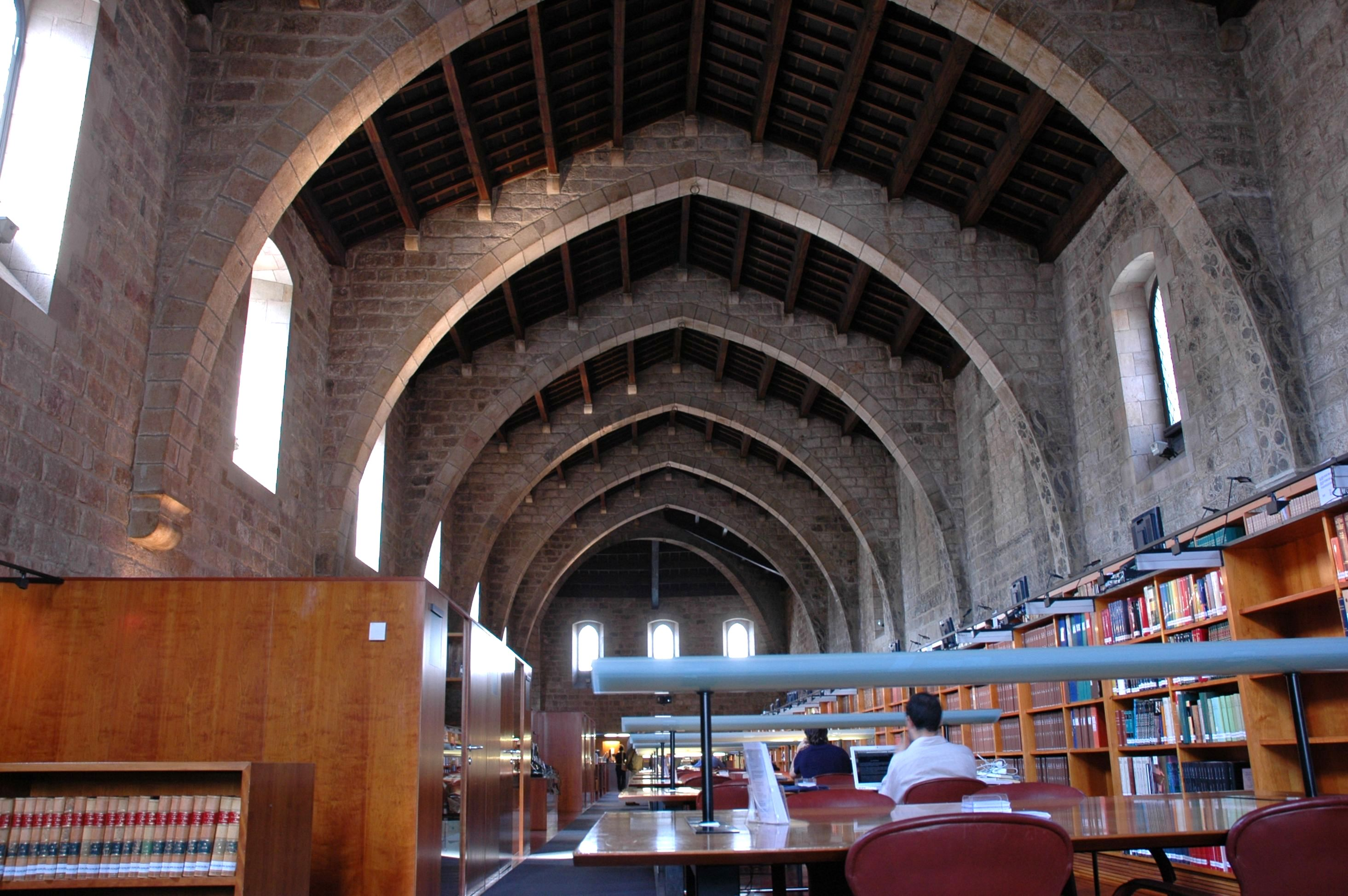
Biblioteca de Catalunya

El 2002, la Comissió Assessora de Catalogació, òrgan consultiu de la Biblioteca de Catalunya en matèria de catalogació, tractà el tema de la necessitat de crear una llista d'autoritats de Catalunya. Va decidir crear una subcomissió tècnica que estudiés la viabilitat del projecte i que elaborés els requeriments i les funcionalitats de la llista d'autoritats de noms i títols, tot tenint en compte les necessitats reals i viables del sistema bibliotecari català.
De març a octubre 2003, la subcomissió va elaborar un report en el qual es redacta la definició i els objectius de la llista. Es va constatar que la situació del control d'autoritats del sistema bibliotecari català encara no satisfeia pas les necessitats ni evitava la duplicació de tasques, esforços i costos. Tot seguint el model d'altres experiències internacionals, es va considerar que un catàleg d'autoritats única a Catalunya, seria un projecte viable que afavoriria l'intercanvi de registres bibliogràfics i l'accés i la recuperació de la informació. L'informe va redactar les bases per la creació del catàleg d'autoritats així com el model cooperatiu i els requeriments i les funcionalitats del programari de gestió.
El Catàleg d'autoritats de noms i títols de Catalunya va ser creat a l'empara de la Llei 4/1993 del Sistema bibliotecari de Catalunya, «La Biblioteca de Catalunya supervisa, valida i unifica en un sol llistat [sic] el catàleg d'autoritats.» Va ser engegat l'any 2007 i el setembre de 2013 tenia uns 30.000 registres, l'octubre 2014 ja va assolir el nombre de 147.500 registres, i el març del 2020 depassava els 270.000 registres. El 2023 s'hi van afegir uns 50.000 registres més.

## Institucions participants
L'any 2015 hi participen la Biblioteca de Catalunya, la Casa Àsia, el Centre de Lectura (Reus), el Consorci de Biblioteques de les Universitats de Catalunya, l'Il·lustre Col·legi d'Advocats de Barcelona, el Museu d'Art Contemporani de Barcelona, el Museu Nacional d'Art de Catalunya, la Universitat Autònoma de Barcelona, la Universitat de Barcelona, la Universitat de Girona, la Universitat de Lleida, la Universitat de València, la Universitat de Vic, la Universitat Jaume I, la Universitat Oberta de Catalunya, la Universitat Politècnica de Catalunya, la Universitat Pompeu Fabra, la Universitat Rovira i Virgili i la Filmoteca de Catalunya.

## Manteniment i actualització
Els registres d'autoritats del catàleg es creen seguint les Regles angloamericanes de catalogació, la normativa catalogràfica internacional i les concrecions de la Biblioteca de Catalunya aprovades pels membres del CCUC. Per tal de codificar els registres s'utilitza el Format Marc 21, un dels Formats MARC utilitzats en l'actualitat. Existeix també el Manual del Càntic amb el procediment d'elaboració dels registres d'autoritat per les entitats que hi participen.
El Servei de Normalització Bibliogràfica de la Biblioteca de Catalunya és l'encarregat d'oferir formació i suport a tots els participants, alhora que vetlla per la qualitat dels registres d'autoritat. La base de dades és actualitzada cada mes i es pot consultar al web de la Biblioteca de Catalunya.